# Chartreuse d'Ilmbach

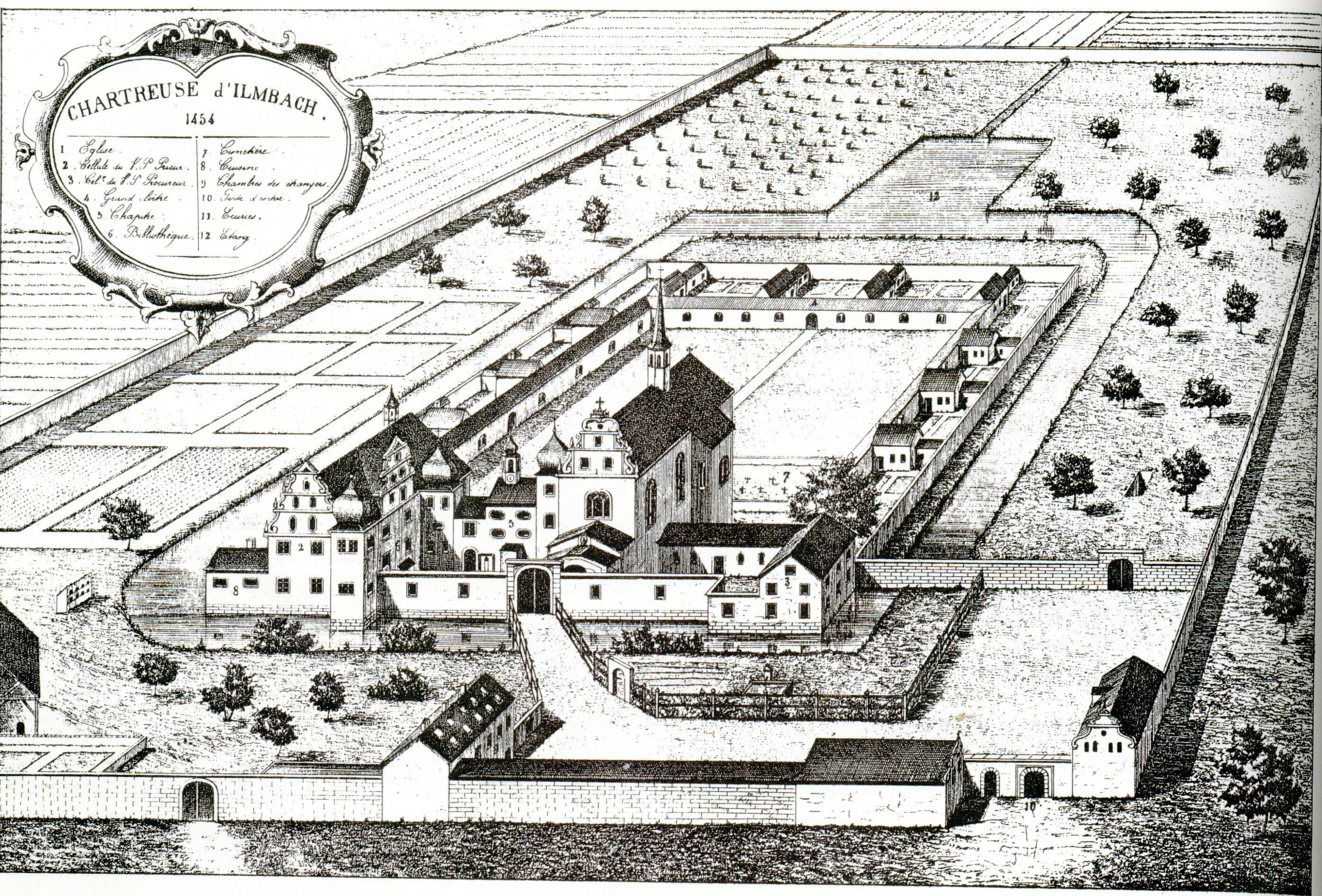
La chartreuse d'Ilmbach au XVIIIe siècle.

La chartreuse d'Ilmbach (Conventus horti Mariae in Ilmbach cartusiensis ordinis) est une ancienne chartreuse sise en Bavière à Ilmbach, localité dépendant de la commune de Prichsenstadt en Franconie dans le diocèse de Wurtzbourg. Cette chartreuse aujourd'hui disparue était consacrée à Notre-Dame (Mariengarten).

## Histoire
Le 23 novembre 1453, le chevalier Balthasar Fere von Berg et son épouse Magdalena von Vestenberg achètent un vieux fort entouré de terres à Anna von Rotenhan et en font don à l'ordre des Chartreux. Les terres de Kreuzberg et de Rüdern, et des fermes à Gräfenneuses, à Gernach, à Oberspiesheim et Unterspiesheim, ainsi qu'à Volkach font partie de ses possessions. La chartreuse est formellement reconnue par l'ordre en 1454 et peut élire son premier prieur en 1460. Les premiers moines et frères convers proviennent des chartreuses de Nuremberg, de Wurtzbourg, de Tückelhausen et d'Astheim. Ilmbach est toujours demeurée pauvre, car elle n'a jamais eu de fondations (financements permanents venant de bienfaiteurs), à l'exception des 52 florins versés annuellement par les comtes de Castell.
La Guerre des Paysans a notamment pour conséquence le saccage de la chartreuse en 1525 par les paysans de Schlüsselfeld. Les moines ne peuvent revenir qu'en 1527. Le manque de moyens oblige les moines à vendre un certain nombre de terres dans l'Obersambach dans les années qui suivent. La situation s'améliore entre 1574 et 1629. Des moines de la chartreuse de Grünau (bientôt supprimée) viennent renforcer les effectifs.
En 1631, les Suédois saccagent encore le monastère au cours de la guerre de Trente Ans, le prieur est torturé et meurt de ses blessures. Le monastère se relève après la guerre et peut acheter deux moulins, puis en 1741 la ferme dite d'Ilmbach à Iphofen. Comme tous les monastères de Bavière, la chartreuse est confisquée par la nouvelle Couronne de Bavière en 1803.
Le nouveau propriétaire, le baron von Friedel, installe dans les locaux une fromagerie et une sucrerie. Les anciens locaux monastiques sont en grande partie détruits. Finalement en 1836, il ne reste plus que quelques vestiges de l'église. Tout disparaît en 1873.

## Architecture

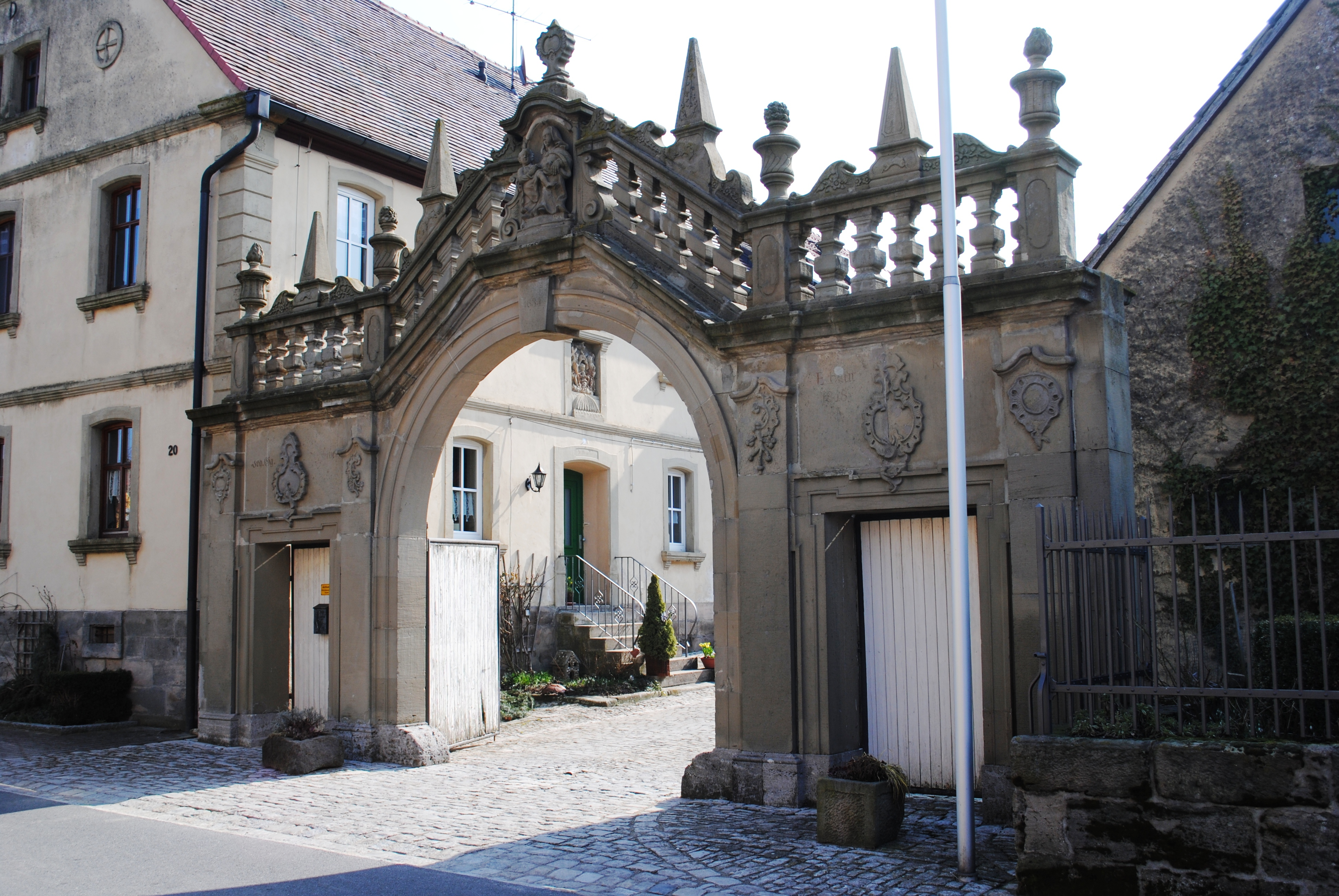
Le portail de la chartreuse se trouve aujourd'hui à Gräfenneuses.

L'église de la chartreuse a été terminée en 1456 et constituait le cœur du monastère et se trouvait à l'emplacement du fort. Elle comprenait trois autels. Auparavant les moines célébraient leurs offices dans la chapelle du fort. Derrière l'église se trouvait le grand cloître entouré des cellules des moines (maisons individuelles avec jardinet). Une petite chapelle près de l'entrée en dehors de la clôture servait aux femmes qui n'avaient pas le droit d'entrer dans l'église de la chartreuse, qui se trouvait, elle, à l'intérieur de la clôture, église réservée aux moines, aux frères convers et à quelques rares laïcs. En raison du manque de soutien financier, le prieur de l'ordre à la Grande Chartreuse a envisagé à plusieurs reprises de transférer les moines ailleurs, mais cela n'a jamais abouti.
La chartreuse est réhabilitée et rénovée au début du XVIIe siècle. L'église est redécorée en 1609 en style post-gothique allemand (Nachgotik). Elle est couronnée d'un pignon Renaissance et flanquée d'une tour recouverte d'une coupole en forme d'oignon, comme celles flanquant la maison du prieur. Le nouveau cloître est érigé en 1621 avec neuf cellules de moines et une nouvelle maison pour le prieur. Le portail date de 1634 et il est refait en style baroque en 1750.
Après la sécularisation de la chartreuse, il existait encore l'église, la bibliothèque, la maison du prieur et salle capitulaire, des restes du cloître et divers bâtiments de service, ainsi que onze ermitages. Tout a été progressivement démoli. Le portail a été vendu en 1848 à une grande ferme du village de Gräfenneuses. C'est le dernier vestige de l'ancienne chartreuse. Ce portail a été inscrit avec la ferme à l'inventaire des monuments régionaux sous le numéro D-6-75-127-43. Les fondations de la chartreuse ont été aussi inscrites.